# Tigrane V Hérode
Pour les articles homonymes, voir Tigrane.
Tigrane V Hérode est un roi d'Arménie ayant régné de 6 (ou 10/11) à 12 apr. J.-C.,

## Éléments biographiques

### Famille et enfance
Petit-fils d'Hérode le Grand, il est le fils aîné d'Alexandre, un des deux fils du roi et de Mariamne l'Hasmonéenne exécutés par son père. Sa mère est Glaphyra, fille du roi de Cappadoce Archélaos et d'une princesse arménienne inconnue. Son frère cadet s'appelle aussi Alexandre. Il a aussi une sœur plus jeune dont le nom est inconnu. Son neveu Tigrane VI sera aussi brièvement un roi d'Arménie client des Romains pendant le règne de Néron (de 59 à 61). Son père Alexander était un prince de Judée d’origine juive, nabatéenne et édomite et était un fils du roi de Judée Hérode Ier le Grand et de sa femme Mariamne. Sa mère, Glaphyra, était une princesse cappadocienne d’origine grecque, arménienne et perse. Elle était la fille du roi Archélaos de Cappadoce et sa mère était une princesse d'Arménie dont le nom est inconnu, peut-être une membre de la dynastie Artaxiade.
Le nom Tigrane était le nom royal le plus courant de la dynastie des Artaxiades et faisait partie des noms les plus anciens des rois arméniens, qui vient peut-être du côté de sa mère. L'empereur Auguste mentionne l'ascendance arménienne de Tigrane dans son testament politique:
Quand il a été assassiné, j'ai envoyé dans ce royaume Tigrane (ca. 6), issu de la famille royale des Arméniens (Res Gestae Divi Augusti, V, XXVI, p. 390-391).
Tigrane est né et a grandi à la cour d'Hérode à Jérusalem. Après l'exécution de son père en 7 av. J.-C., Hérode renvoya sa mère en Cappadoce, la forçant à laisser ses enfants sous la garde exclusive du roi de Judée à Jérusalem. Tigrane et son frère sont restés sous la tutelle d'Hérode pour qu'il puisse contrôler leur destin. Un autre fils d'Hérode, Antipater, s'inquiétait car il craignait que Tigrane et son frère atteignent un rang supérieur à celui de leurs pères décédés, en raison de l'aide qu'Antipater considérait probable de la part de leur grand-père maternel, le roi Archélaos de Cappadoce.
Hérode est mort en 4 av. J.-C. à Jéricho. Après la mort d'Hérode, Tigrane et son frère ont décidé de quitter Jérusalem et de vivre avec leur mère et sa famille à la Cour royale de Cappadoce. Cependant, les liens familiaux avec la dynastie hérodienne se sont poursuivis. Leur mère Glaphyra s'est remariée avec Juba II de Maurétanie, mais elle a rapidement été répudiée. Elle épouse alors Hérode Archélaos, un demi-frère de son premier mari qui a succédé à Hérode en devenant ethnarque de la province romaine de Judée et qui divorce pour pouvoir l'épouser. Tigrane a été envoyé à Rome par son grand-père Archelaus de Cappadoce pour qu'il s'y instruise.

### Roi d'Arménie
En l'an 6 de notre ère, Artavazde IV Ariobarzane, roi d'Arménie, est assassiné par ses sujets, car il était un dirigeant impopulaire auprès des Arméniens. Après la mort d'Artavazde IV, Auguste a révisé sa politique étrangère et a nommé Tigrane comme roi d'Arménie. Pour imposer Tigrane comme roi d'Arménie vassal de Rome il était accompagné par son grand père Archelaos, le roi de Cappadoce et par le jeune Tibère et a été installé comme roi à Artaxata qui est devenue la capitale de Tigrane. Il a été nommé comme souverain unique. Mais comme ses deux prédécesseurs, il n'y rencontre aucune popularité et les nobles arméniens qui n'étaient pas satisfaits de son règne se sont rebellés dès l'année de sa prise de fonction et ont rétabli la reine Erato sur le trône. À partir des années 6-12, Tigranes et Erato ont revendiqué simultanément le trône d'Arménie. Ce co-règne avec Erato n'est pas mentionné dans les sources antiques, mais est basé sur des preuves numismatiques.
Son règne sur l'Arménie est mal connu, même si certaines pièces de monnaie ont survécu après son règne. Les monnaies qui nous restent sont le reflet de ses origines hellénistiques et ne respectent pas l'aniconisme des prescriptions du judaïsme de l'époque. Toutefois d'autres souverain juifs de l'époque ont aussi représenté leur image sur des monnaies: par exemple le roi d'Arménie Mineure Aristobule ou d'autres qui ont exercé leur souveraineté dans la région Palestine comme Agrippa Ier, son fils Agrippa II ou Philippe le Tétrarque. Son titre royal est en grec ΩΣ ΤΙΓΡΑΝΟΥ ΜΕΓΑΛΟΥ qui signifie « grand roi Tigrane ».
Tigrane est déposé par les nobles arméniens (vers 12), et Érato, la dernière reine artaxiade, remonte sur le trône, alors que le pays sombre dans l'anarchie. Vers 59, un autre membre de sa famille, son neveu, sera brièvement roi d'Arménie sous le nom de Tigrane VI d'Arménie.
Il semble qu'il soit le Tigrane « autrefois souverain d'Arménie » évoqué par Tacite, qui est mis à mort en 36 pour sa participation à la conspiration de C. Galba, sous Tibère.

## Arbre généalogique des Hérodo-Asmonéens
| Joseph oncle d'Hérode le Grand | Joseph oncle d'Hérode le Grand | Joseph oncle d'Hérode le Grand | Joseph oncle d'Hérode le Grand | Joseph oncle d'Hérode le Grand | Joseph oncle d'Hérode le Grand |          |          | Salomé sœur d'Hérode le Grand          | Salomé sœur d'Hérode le Grand          | Salomé sœur d'Hérode le Grand          | Salomé sœur d'Hérode le Grand          | Salomé sœur d'Hérode le Grand          | Salomé sœur d'Hérode le Grand          |                             |                             | Costobar                    | Costobar                    | Costobar | Costobar | Costobar                                  | Costobar                                  |                                           |                                           | Hérode le Grand roi de Judée 37 av. J.-C. à 4 av. J.-C. | Hérode le Grand roi de Judée 37 av. J.-C. à 4 av. J.-C. | Hérode le Grand roi de Judée 37 av. J.-C. à 4 av. J.-C. | Hérode le Grand roi de Judée 37 av. J.-C. à 4 av. J.-C. | Hérode le Grand roi de Judée 37 av. J.-C. à 4 av. J.-C. | Hérode le Grand roi de Judée 37 av. J.-C. à 4 av. J.-C. |                                           |                                           |                                           |                                           |  |  | Mariamne l'Hasmonéenne | Mariamne l'Hasmonéenne | Mariamne l'Hasmonéenne | Mariamne l'Hasmonéenne | Mariamne l'Hasmonéenne | Mariamne l'Hasmonéenne |  |  |           |           |           |           |                          |                          |                          |                          |                                   |                                   |                                   |                                   |                                   |                                   |                                     |                                     |                                     |                                     |                                     |                                     |           |           |
| Joseph oncle d'Hérode le Grand | Joseph oncle d'Hérode le Grand | Joseph oncle d'Hérode le Grand | Joseph oncle d'Hérode le Grand | Joseph oncle d'Hérode le Grand | Joseph oncle d'Hérode le Grand |          |          | Salomé sœur d'Hérode le Grand          | Salomé sœur d'Hérode le Grand          | Salomé sœur d'Hérode le Grand          | Salomé sœur d'Hérode le Grand          | Salomé sœur d'Hérode le Grand          | Salomé sœur d'Hérode le Grand          |                             |                             | Costobar                    | Costobar                    | Costobar | Costobar | Costobar                                  | Costobar                                  |                                           |                                           | Hérode le Grand roi de Judée 37 av. J.-C. à 4 av. J.-C. | Hérode le Grand roi de Judée 37 av. J.-C. à 4 av. J.-C. | Hérode le Grand roi de Judée 37 av. J.-C. à 4 av. J.-C. | Hérode le Grand roi de Judée 37 av. J.-C. à 4 av. J.-C. | Hérode le Grand roi de Judée 37 av. J.-C. à 4 av. J.-C. | Hérode le Grand roi de Judée 37 av. J.-C. à 4 av. J.-C. |                                           |                                           |                                           |                                           |  |  | Mariamne l'Hasmonéenne | Mariamne l'Hasmonéenne | Mariamne l'Hasmonéenne | Mariamne l'Hasmonéenne | Mariamne l'Hasmonéenne | Mariamne l'Hasmonéenne |  |  |           |           |           |           |                          |                          |                          |                          |                                   |                                   |                                   |                                   |                                   |                                   |                                     |                                     |                                     |                                     |                                     |                                     |           |           |
|                                |                                |                                |                                |                                |                                |          |          |                                        |                                        |                                        |                                        |                                        |                                        |                             |                             |                             |                             |          |          |                                           |                                           |                                           |                                           |                                                         |                                                         |                                                         |                                                         |                                                         |                                                         |                                           |                                           |                                           |                                           |  |  |                        |                        |                        |                        |                        |                        |  |  |           |           |           |           |                          |                          |                          |                          |                                   |                                   |                                   |                                   |                                   |                                   |                                     |                                     |                                     |                                     |                                     |                                     |           |           |
|                                |                                |                                |                                |                                |                                |          |          |                                        |                                        |                                        |                                        |                                        |                                        |                             |                             |                             |                             |          |          |                                           |                                           |                                           |                                           |                                                         |                                                         |                                                         |                                                         |                                                         |                                                         |                                           |                                           |                                           |                                           |  |  |                        |                        |                        |                        |                        |                        |  |  |           |           |           |           |                          |                          |                          |                          |                                   |                                   |                                   |                                   |                                   |                                   |                                     |                                     |                                     |                                     |                                     |                                     |           |           |
|                                |                                |                                |                                |                                |                                |          |          |                                        |                                        |                                        |                                        | Bérénice fille de Salomé               | Bérénice fille de Salomé               | Bérénice fille de Salomé    | Bérénice fille de Salomé    | Bérénice fille de Salomé    | Bérénice fille de Salomé    |          |          |                                           |                                           |                                           |                                           | Aristobule IV                                           | Aristobule IV                                           | Aristobule IV                                           | Aristobule IV                                           | Aristobule IV                                           | Aristobule IV                                           |                                           |                                           |                                           |                                           |  |  | Alexandre              | Alexandre              | Alexandre              | Alexandre              | Alexandre              | Alexandre              |  |  |           |           |           |           |                          |                          |                          |                          |                                   |                                   |                                   |                                   |                                   |                                   |                                     |                                     | Glaphyra                            | Glaphyra                            | Glaphyra                            | Glaphyra                            | Glaphyra  | Glaphyra  |
|                                |                                |                                |                                |                                |                                |          |          |                                        |                                        |                                        |                                        | Bérénice fille de Salomé               | Bérénice fille de Salomé               | Bérénice fille de Salomé    | Bérénice fille de Salomé    | Bérénice fille de Salomé    | Bérénice fille de Salomé    |          |          |                                           |                                           |                                           |                                           | Aristobule IV                                           | Aristobule IV                                           | Aristobule IV                                           | Aristobule IV                                           | Aristobule IV                                           | Aristobule IV                                           |                                           |                                           |                                           |                                           |  |  | Alexandre              | Alexandre              | Alexandre              | Alexandre              | Alexandre              | Alexandre              |  |  |           |           |           |           |                          |                          |                          |                          |                                   |                                   |                                   |                                   |                                   |                                   |                                     |                                     | Glaphyra                            | Glaphyra                            | Glaphyra                            | Glaphyra                            | Glaphyra  | Glaphyra  |
|                                |                                |                                |                                |                                |                                |          |          |                                        |                                        |                                        |                                        |                                        |                                        |                             |                             |                             |                             |          |          |                                           |                                           |                                           |                                           |                                                         |                                                         |                                                         |                                                         |                                                         |                                                         |                                           |                                           |                                           |                                           |  |  |                        |                        |                        |                        |                        |                        |  |  |           |           |           |           |                          |                          |                          |                          |                                   |                                   |                                   |                                   |                                   |                                   |                                     |                                     |                                     |                                     |                                     |                                     |           |           |
|                                |                                |                                |                                |                                |                                |          |          |                                        |                                        |                                        |                                        |                                        |                                        |                             |                             |                             |                             |          |          |                                           |                                           |                                           |                                           |                                                         |                                                         |                                                         |                                                         |                                                         |                                                         |                                           |                                           |                                           |                                           |  |  |                        |                        |                        |                        |                        |                        |  |  |           |           |           |           |                          |                          |                          |                          |                                   |                                   |                                   |                                   |                                   |                                   |                                     |                                     |                                     |                                     |                                     |                                     |           |           |
|                                |                                |                                |                                | Joseph                         | Joseph                         | Joseph   | Joseph   | Joseph                                 | Joseph                                 |                                        |                                        |                                        |                                        |                             |                             |                             |                             |          |          | Agrippa Ier roi de Judée 41-44            | Agrippa Ier roi de Judée 41-44            | Agrippa Ier roi de Judée 41-44            | Agrippa Ier roi de Judée 41-44            | Agrippa Ier roi de Judée 41-44                          | Agrippa Ier roi de Judée 41-44                          |                                                         |                                                         | Aristobule le Mineur                                    | Aristobule le Mineur                                    | Aristobule le Mineur                      | Aristobule le Mineur                      | Aristobule le Mineur                      | Aristobule le Mineur                      |  |  | Mariamne               | Mariamne               | Mariamne               | Mariamne               | Mariamne               | Mariamne               |  |  | Hérodiade | Hérodiade | Hérodiade | Hérodiade | Hérodiade                | Hérodiade                |                          |                          | Hérode (Philippe)                 | Hérode (Philippe)                 | Hérode (Philippe)                 | Hérode (Philippe)                 | Hérode (Philippe)                 | Hérode (Philippe)                 |                                     |                                     |                                     |                                     |                                     |                                     |           |           |
|                                |                                |                                |                                | Joseph                         | Joseph                         | Joseph   | Joseph   | Joseph                                 | Joseph                                 |                                        |                                        |                                        |                                        |                             |                             |                             |                             |          |          | Agrippa Ier roi de Judée 41-44            | Agrippa Ier roi de Judée 41-44            | Agrippa Ier roi de Judée 41-44            | Agrippa Ier roi de Judée 41-44            | Agrippa Ier roi de Judée 41-44                          | Agrippa Ier roi de Judée 41-44                          |                                                         |                                                         | Aristobule le Mineur                                    | Aristobule le Mineur                                    | Aristobule le Mineur                      | Aristobule le Mineur                      | Aristobule le Mineur                      | Aristobule le Mineur                      |  |  | Mariamne               | Mariamne               | Mariamne               | Mariamne               | Mariamne               | Mariamne               |  |  | Hérodiade | Hérodiade | Hérodiade | Hérodiade | Hérodiade                | Hérodiade                |                          |                          | Hérode (Philippe)                 | Hérode (Philippe)                 | Hérode (Philippe)                 | Hérode (Philippe)                 | Hérode (Philippe)                 | Hérode (Philippe)                 |                                     |                                     |                                     |                                     |                                     |                                     |           |           |
|                                |                                |                                |                                |                                |                                |          |          |                                        |                                        |                                        |                                        |                                        |                                        |                             |                             |                             |                             |          |          |                                           |                                           |                                           |                                           |                                                         |                                                         |                                                         |                                                         |                                                         |                                                         |                                           |                                           |                                           |                                           |  |  |                        |                        |                        |                        |                        |                        |  |  |           |           |           |           |                          |                          |                          |                          |                                   |                                   |                                   |                                   |                                   |                                   |                                     |                                     |                                     |                                     |                                     |                                     |           |           |
|                                |                                |                                |                                |                                |                                |          |          |                                        |                                        |                                        |                                        |                                        |                                        |                             |                             |                             |                             |          |          |                                           |                                           |                                           |                                           |                                                         |                                                         |                                                         |                                                         |                                                         |                                                         |                                           |                                           |                                           |                                           |  |  |                        |                        |                        |                        |                        |                        |  |  |           |           |           |           |                          |                          |                          |                          |                                   |                                   |                                   |                                   |                                   |                                   |                                     |                                     |                                     |                                     |                                     |                                     |           |           |
|                                |                                |                                |                                |                                |                                |          |          |                                        |                                        |                                        |                                        |                                        |                                        |                             |                             |                             |                             |          |          |                                           |                                           |                                           |                                           |                                                         |                                                         |                                                         |                                                         |                                                         |                                                         |                                           |                                           |                                           |                                           |  |  |                        |                        |                        |                        |                        |                        |  |  |           |           |           |           |                          |                          |                          |                          |                                   |                                   |                                   |                                   |                                   |                                   |                                     |                                     |                                     |                                     |                                     |                                     |           |           |
|                                |                                |                                |                                |                                |                                |          |          |                                        |                                        |                                        |                                        |                                        |                                        |                             |                             |                             |                             |          |          |                                           |                                           |                                           |                                           |                                                         |                                                         |                                                         |                                                         |                                                         |                                                         |                                           |                                           |                                           |                                           |  |  |                        |                        |                        |                        |                        |                        |  |  |           |           |           |           |                          |                          |                          |                          |                                   |                                   |                                   |                                   |                                   |                                   |                                     |                                     |                                     |                                     |                                     |                                     |           |           |
|                                |                                |                                |                                | Mariamne                       | Mariamne                       | Mariamne | Mariamne | Mariamne                               | Mariamne                               |                                        |                                        | Hérode roi de Chalcis 41-48            | Hérode roi de Chalcis 41-48            | Hérode roi de Chalcis 41-48 | Hérode roi de Chalcis 41-48 | Hérode roi de Chalcis 41-48 | Hérode roi de Chalcis 41-48 |          |          | Bérénice reine de Chalcis puis de Cilicie | Bérénice reine de Chalcis puis de Cilicie | Bérénice reine de Chalcis puis de Cilicie | Bérénice reine de Chalcis puis de Cilicie | Bérénice reine de Chalcis puis de Cilicie               | Bérénice reine de Chalcis puis de Cilicie               |                                                         |                                                         | Agrippa II roi de Chalcis puis de Batanée               | Agrippa II roi de Chalcis puis de Batanée               | Agrippa II roi de Chalcis puis de Batanée | Agrippa II roi de Chalcis puis de Batanée | Agrippa II roi de Chalcis puis de Batanée | Agrippa II roi de Chalcis puis de Batanée |  |  | Mariamne               | Mariamne               | Mariamne               | Mariamne               | Mariamne               | Mariamne               |  |  | Drusilla  | Drusilla  | Drusilla  | Drusilla  | Drusilla                 | Drusilla                 |                          |                          | Tigrane V roi d'Arménie de 6 à 12 | Tigrane V roi d'Arménie de 6 à 12 | Tigrane V roi d'Arménie de 6 à 12 | Tigrane V roi d'Arménie de 6 à 12 | Tigrane V roi d'Arménie de 6 à 12 | Tigrane V roi d'Arménie de 6 à 12 |                                     |                                     | Alexandre                           | Alexandre                           | Alexandre                           | Alexandre                           | Alexandre | Alexandre |
|                                |                                |                                |                                | Mariamne                       | Mariamne                       | Mariamne | Mariamne | Mariamne                               | Mariamne                               |                                        |                                        | Hérode roi de Chalcis 41-48            | Hérode roi de Chalcis 41-48            | Hérode roi de Chalcis 41-48 | Hérode roi de Chalcis 41-48 | Hérode roi de Chalcis 41-48 | Hérode roi de Chalcis 41-48 |          |          | Bérénice reine de Chalcis puis de Cilicie | Bérénice reine de Chalcis puis de Cilicie | Bérénice reine de Chalcis puis de Cilicie | Bérénice reine de Chalcis puis de Cilicie | Bérénice reine de Chalcis puis de Cilicie               | Bérénice reine de Chalcis puis de Cilicie               |                                                         |                                                         | Agrippa II roi de Chalcis puis de Batanée               | Agrippa II roi de Chalcis puis de Batanée               | Agrippa II roi de Chalcis puis de Batanée | Agrippa II roi de Chalcis puis de Batanée | Agrippa II roi de Chalcis puis de Batanée | Agrippa II roi de Chalcis puis de Batanée |  |  | Mariamne               | Mariamne               | Mariamne               | Mariamne               | Mariamne               | Mariamne               |  |  | Drusilla  | Drusilla  | Drusilla  | Drusilla  | Drusilla                 | Drusilla                 |                          |                          | Tigrane V roi d'Arménie de 6 à 12 | Tigrane V roi d'Arménie de 6 à 12 | Tigrane V roi d'Arménie de 6 à 12 | Tigrane V roi d'Arménie de 6 à 12 | Tigrane V roi d'Arménie de 6 à 12 | Tigrane V roi d'Arménie de 6 à 12 |                                     |                                     | Alexandre                           | Alexandre                           | Alexandre                           | Alexandre                           | Alexandre | Alexandre |
|                                |                                |                                |                                |                                |                                |          |          |                                        |                                        |                                        |                                        |                                        |                                        |                             |                             |                             |                             |          |          |                                           |                                           |                                           |                                           |                                                         |                                                         |                                                         |                                                         |                                                         |                                                         |                                           |                                           |                                           |                                           |  |  |                        |                        |                        |                        |                        |                        |  |  |           |           |           |           |                          |                          |                          |                          |                                   |                                   |                                   |                                   |                                   |                                   |                                     |                                     |                                     |                                     |                                     |                                     |           |           |
|                                |                                |                                |                                |                                |                                |          |          | Aristobule roi d'Arménie Mineure 54-72 | Aristobule roi d'Arménie Mineure 54-72 | Aristobule roi d'Arménie Mineure 54-72 | Aristobule roi d'Arménie Mineure 54-72 | Aristobule roi d'Arménie Mineure 54-72 | Aristobule roi d'Arménie Mineure 54-72 |                             |                             |                             |                             |          |          |                                           |                                           |                                           |                                           |                                                         |                                                         |                                                         |                                                         |                                                         |                                                         |                                           |                                           |                                           |                                           |  |  |                        |                        |                        |                        |                        |                        |  |  |           |           |           |           | Salomé fille d'Hérodiade | Salomé fille d'Hérodiade | Salomé fille d'Hérodiade | Salomé fille d'Hérodiade | Salomé fille d'Hérodiade          | Salomé fille d'Hérodiade          |                                   |                                   |                                   |                                   | Tigrane VI roi d'Arménie de 59 à 61 | Tigrane VI roi d'Arménie de 59 à 61 | Tigrane VI roi d'Arménie de 59 à 61 | Tigrane VI roi d'Arménie de 59 à 61 | Tigrane VI roi d'Arménie de 59 à 61 | Tigrane VI roi d'Arménie de 59 à 61 |           |           |
|                                |                                |                                |                                |                                |                                |          |          | Aristobule roi d'Arménie Mineure 54-72 | Aristobule roi d'Arménie Mineure 54-72 | Aristobule roi d'Arménie Mineure 54-72 | Aristobule roi d'Arménie Mineure 54-72 | Aristobule roi d'Arménie Mineure 54-72 | Aristobule roi d'Arménie Mineure 54-72 |                             |                             |                             |                             |          |          |                                           |                                           |                                           |                                           |                                                         |                                                         |                                                         |                                                         |                                                         |                                                         |                                           |                                           |                                           |                                           |  |  |                        |                        |                        |                        |                        |                        |  |  |           |           |           |           | Salomé fille d'Hérodiade | Salomé fille d'Hérodiade | Salomé fille d'Hérodiade | Salomé fille d'Hérodiade | Salomé fille d'Hérodiade          | Salomé fille d'Hérodiade          |                                   |                                   |                                   |                                   | Tigrane VI roi d'Arménie de 59 à 61 | Tigrane VI roi d'Arménie de 59 à 61 | Tigrane VI roi d'Arménie de 59 à 61 | Tigrane VI roi d'Arménie de 59 à 61 | Tigrane VI roi d'Arménie de 59 à 61 | Tigrane VI roi d'Arménie de 59 à 61 |           |           |

- L'ordre des enfants d'Aristobule IV avec Bérénice fille de Salomé (sœur d'Hérode Ier le Grand) est arbitraire.
- Agrippa II et sa sœur Bérénice sont permutés pour la commodité de la représentation.
- Seul le deuxième mariage de Bérénice avec son oncle Hérode de Chalcis est représenté.
- Le mariage d'Hérodiade avec Hérode Antipas n'est pas représenté.